# Schilderij I
Schilderij I is een abstract schilderij uit 1921 van de Nederlandse kunstschilder Piet Mondriaan. Het schilderij bevindt zich in het Kunstmuseum in Den Haag.
Het schilderij van olieverf op doek meet 103 x 100 cm. Het schilderij heeft alle kenmerken van het neoplasticisme: rechte lijnen, primaire kleuren, asymmetrie en een duidelijke vlakverdeling. 